# لباس (ترانه تیلور سوئیفت)
«لباس» (انگلیسی: Dress) ترانه‌ای از خواننده-ترانه‌سرای آمریکایی تیلور سوئیفت است که در ششمین آلبوم استودیویی او، اعتبار (۲۰۱۷) قرار دارد. او این ترانه را با جک آنتونوف نوشت و تهیه کرد. این ترانه اثری اسلو جم و دارای ساختار آراندبی است که ضرب‌های لکنت‌گونه و آوازهای فالستو در بند برگردان دارد. اشعار جنسی این ترانه از عبارت‌پردازی سنکپ برخوردار است و در مورد صمیمیت عاشقانه صحبت می‌کند: راوی به معشوقش می‌گوید که لباسی را فقط برای او خریده است تا آن را در بیاورد.
منتقدان به‌طور کلی «لباس» را ستودند و اشعار آن در مورد تمایلات جنسی را به‌عنوان جنبهٔ جدیدی از هنر و وجههٔ سوئیفت توصیف کردند. آن‌ها از ساختار دارای جاذبهٔ شدید جنسی و اشعار صمیمانهٔ ترانه تعریف کردند. برخی از منتقدان آن را قطعه‌ای برجسته در آلبوم و یکی از بهترین ترانه‌های سوئیفت دانستند. از نظر تجاری، این ترانه گواهی‌نامه‌هایی در استرالیا و بریتانیا دریافت کرد. سوئیفت «لباس» را در تور استادیومی اعتبار (۲۰۱۸) اجرا کرد و طراحی رقص اجرا را به رقصنده لویی فولر تقدیم کرد.